# Klejovka
Klejovka (Espeletia) je rod rostlin z čeledi hvězdnicovité. Jsou to polodřevnaté, vytrvalé, většinou silně chlupaté rostliny s hustými růžicemi dlouhých, sukulentních listů. Jsou rozšířené výhradně v severní části jihoamerických And, kde tvoří nápadnou a významnou složku alpínské vysokohorské vegetace, známé jako páramo. Rostliny jsou komplexně přizpůsobeny drsnému klimatu tropických hor s celoročně nízkými teplotami a nočními mrazy. Rod zahrnuje asi 70 druhů, v minulosti od něj bylo odděleno několik menších rodů.

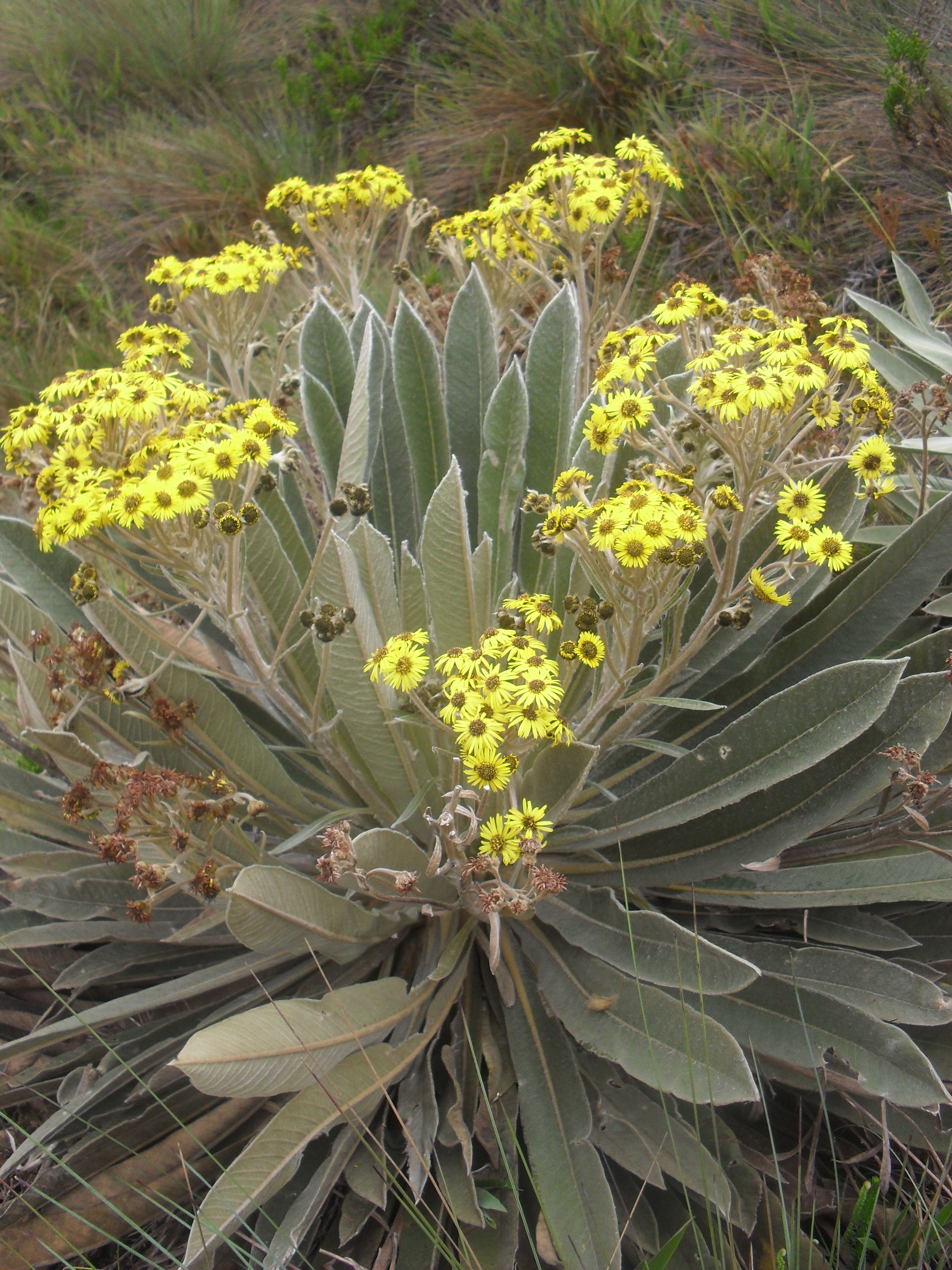
Klejovka Espeletia sp.

## Popis
Klejovky jsou polodřevnaté vytrvalé rostliny s hustými růžicemi dlouhých listů. Listová růžice může být přízemní nebo na vrcholu krátkého kmene. Některé druhy mají stromovitý vzrůst s listy nahloučenými na koncích větví. Několik druhů je monokarpických, po odkvětu a dozrání semen odumírají. Listy jsou střídavé, kopinaté až vřetenovité, na rubu hustě vlnaté, s bází zpravidla objímající stonek. Úbory jsou úžlabní či vrcholové, uspořádané v latovitých nebo chocholičnatých, kulovitých nebo zploštělých vrcholících. Zákrov je polokulovitý, sestávající ze 2 či více řad bylinných nebo ztloustlých zákrovních listenů. Květní lůžko je lehce vypouklé až kuželovité. Na okraji úborů jsou samičí jazykovité květy se žlutými, bílými, nazelenalými nebo purpurovými korunami. Trubkovité květy jsou funkčně samčí nebo výjimečně oboupohlavné, se žlutými, bílými, zelenými nebo purpurovými korunami. Nažky jsou trojhranné, bez chmýru, pouze ojediněle se 3 štětinami.

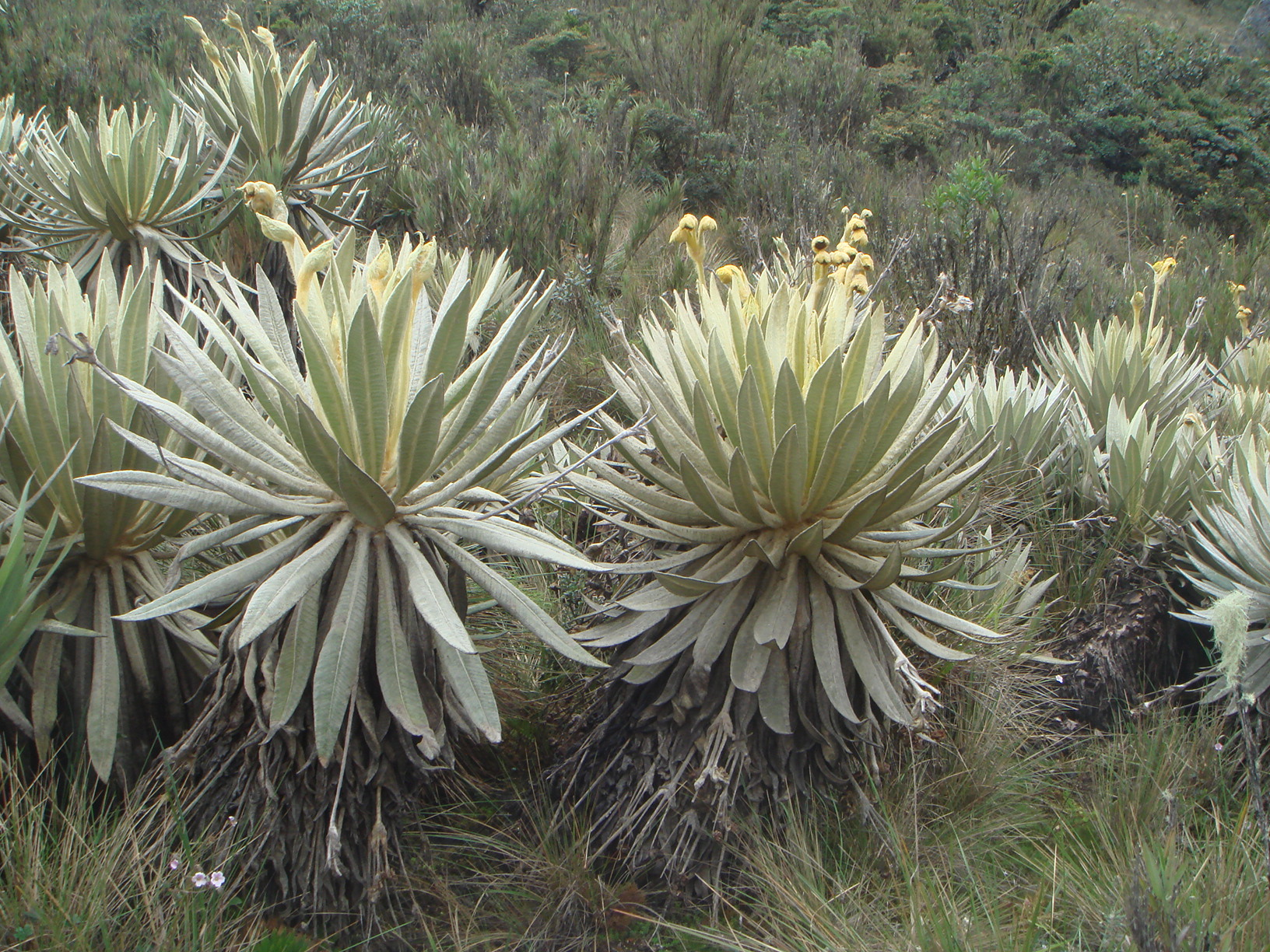
Klejovka E. killipii
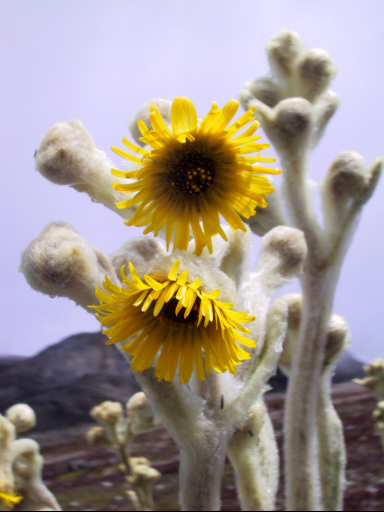
Květenství E. schultzii
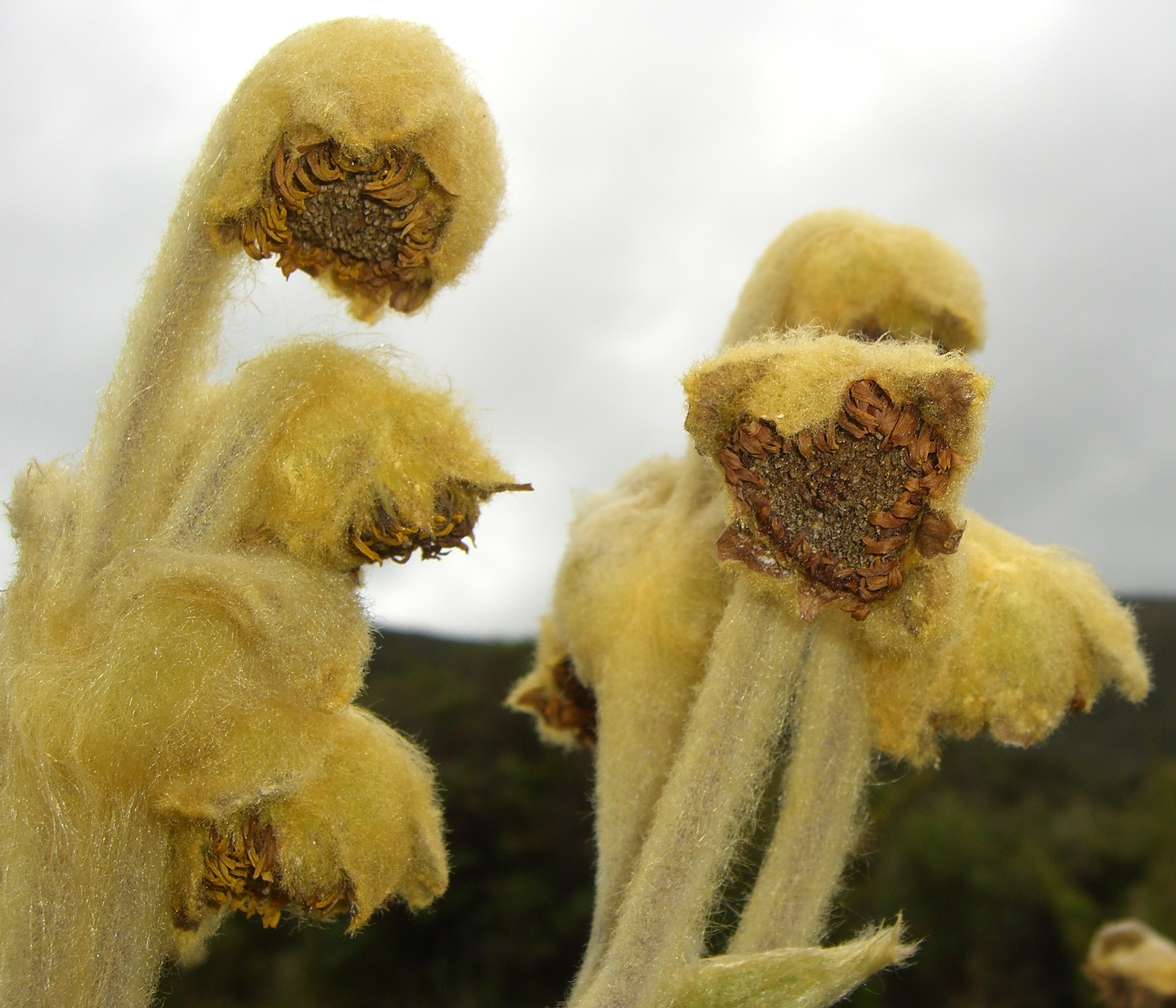
Květenství E. killipii

## Rozšíření
Rod klejovka (Espeletia s.str.) obsahuje asi 71 druhů. Je rozšířen v severní části jihoamerických And od Venezuely (stát Miranda) po Ekvádor. Centrum druhové i ekologické diverzity je ve venezuelských a kolumbijských Andách. Převážná většina druhů jsou endemity s malým areálem výskytu. Mezi druhy s větším areálem náleží E. hartwegiana (Kolumbie) a E. pycnophylla (Kolumbie a Ekvádor).
Klejovky tvoří významnou a nepřehlédnutelnou součást andské alpínské vegetace, známé jako páramo. V některých oblastech párama tvoří klejovky více než 40 % vegetačního pokryvu. Vyskytují se v nadmořských výškách od 1800 do 4700 metrů, řidčeji níže. Největší počet druhů roste mezi 3000 a 4000 metry nadm. výšky. Některé druhy rostou i ve formaci zvané subpáramo a stromovité druhy E. neriifolia a E. badilloi dokonce v horském mlžném lese.

## Ekologické interakce
Klejovky jsou rostliny mnohostranně a komplexně přizpůsobené drsnému vysokohorskému klimatu s nízkou průměrnou teplotou a častými nočními mrazy. Teploty jsou v páramu celoročně víceméně konstantní, což neumožňuje adaptace vůči chladu, známé z mírného pásu (dormance, opad listů aj.). Celé rostliny jsou hustě chlupaté, s listy nahloučenými v růžicích. Kmen je chráněn tlustou vrstvou odumřelých listů. Květy, plody i mladé listy se vytvářejí v průběhu vlhkého období. Rostliny jsou přizpůsobeny nízkým teplotám i fyziologicky, jejich buňky mají nízký osmotický potenciál a vysokou úroveň fotosyntézy. Bylo zjištěno, že listy druhu E. spicata odolávají podchlazení až -16 °C bez promrznutí (tvorby krystalků ledu), chráněné části (růstový vrchol, kořeny, stonek) až -5 °C. Promrznutí a tvorba ledových krystalků vede k poškození a zničení tkání. Ke schopnosti podchlazení bez promrznutí přispívají drobné buňky, malé intercelulární prostory a jemné ochlupení povrchu listů, které zabraňuje usazování kapek rosy a namočení povrchu. Teplota vnitřku kmene neklesá podle terénních měření nikdy pod 0 °C. Dřeň kmene slouží rostlině jako rezervoár vody při nízkých teplotách půdy a okolního vzduchu. Růstový vrchol je chráněn mladými listy, které tvoří mnohovrstevnou šišticovitou strukturu a na noc se nastickými pohyby stahují těsně k sobě.
Podobnou růstovou formu mají i další, nepříbuzné rostliny v jiných částech tropů s podobným klimatem, např. starčeky a lobelky v horách tropické Afriky a rod Argyroxiphium na Havaji.
Květy většiny druhů klejovek jsou opylovány hmyzem nebo kolibříky, u druhů z nejvyšších poloh nad 4000 metrů převažuje opylování větrem. Ve vyšších polohách jsou efektivními opylovači zejména čmeláci, kteří jsou schopni letu i za nízkých teplot. V nižších polohách květy opylují i středně velké včely zejména z rodů Apis a Colletes nebo i drobné druhy z čeledí Halictidae a Colletidae. V menší míře je navštěvují také vosy a pestřenky. Druh E. schultzii je v nadmořských výškách nad 3900 metrů opylován endemickým kolibříkem přílbovým (Oxypogon guerinii). Hmyz v těchto polohách téměř zcela chybí.
Semena klejovek nemají chmýr a šíří se pouze na krátké vzdálenosti působením gravitace, zvířat nebo vody. Rostliny rostou pomalu. Druh E. spicata přirůstá jen 1 až 2 cm za rok a kvést začíná až ve 20 letech.

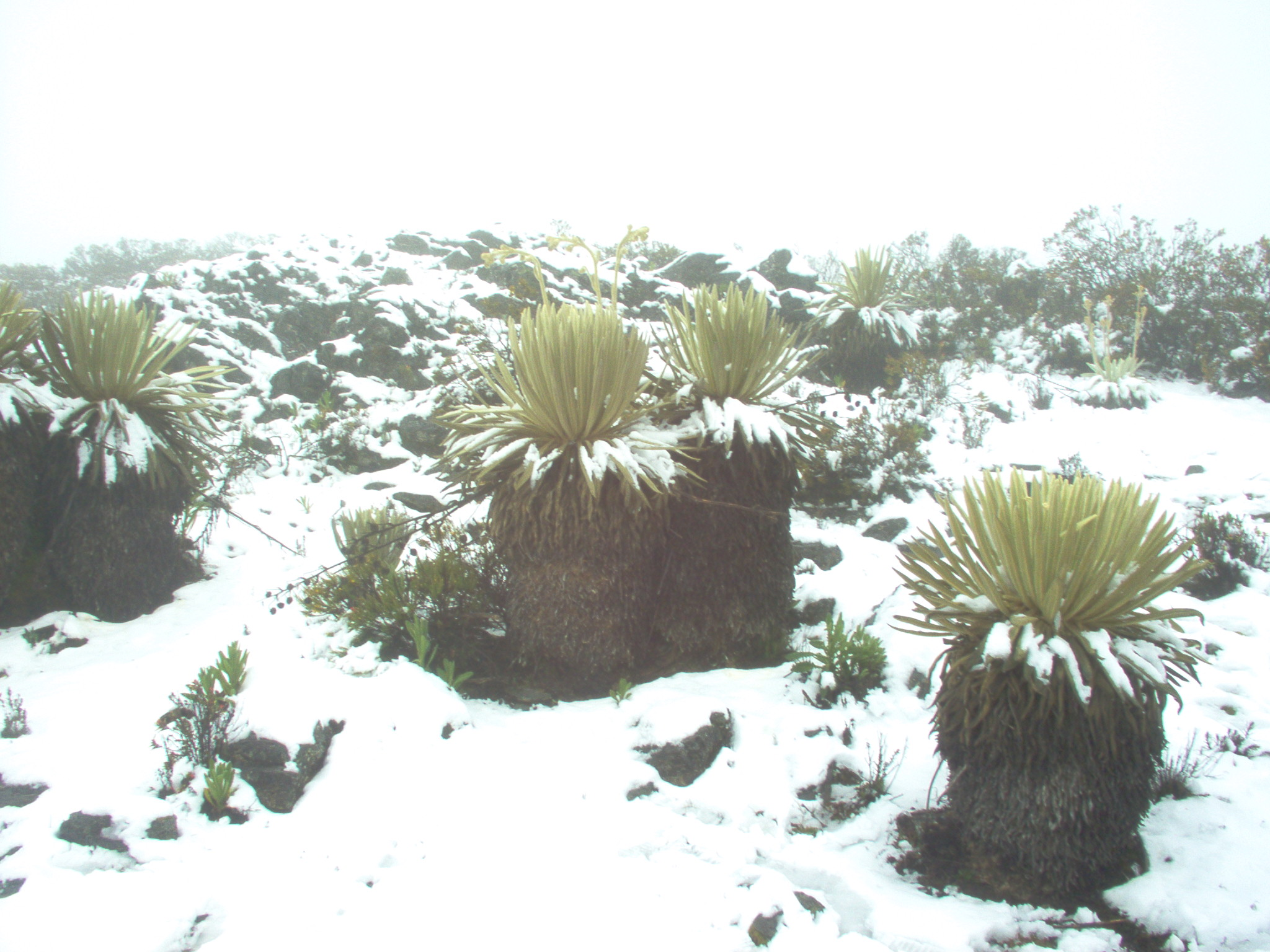
Klejovky ve venezuelském páramu
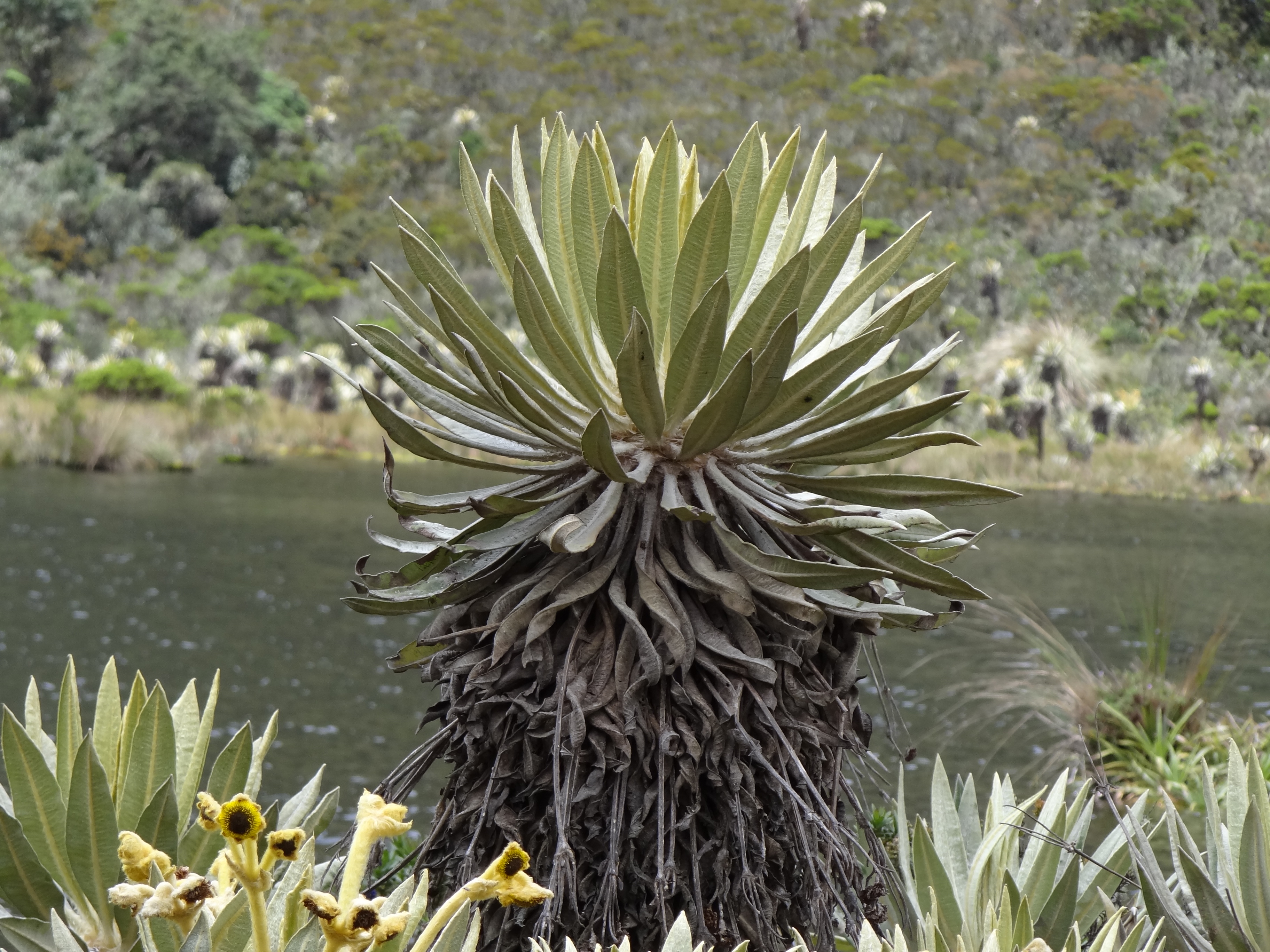
Kmen klejovky chráněný starými listy
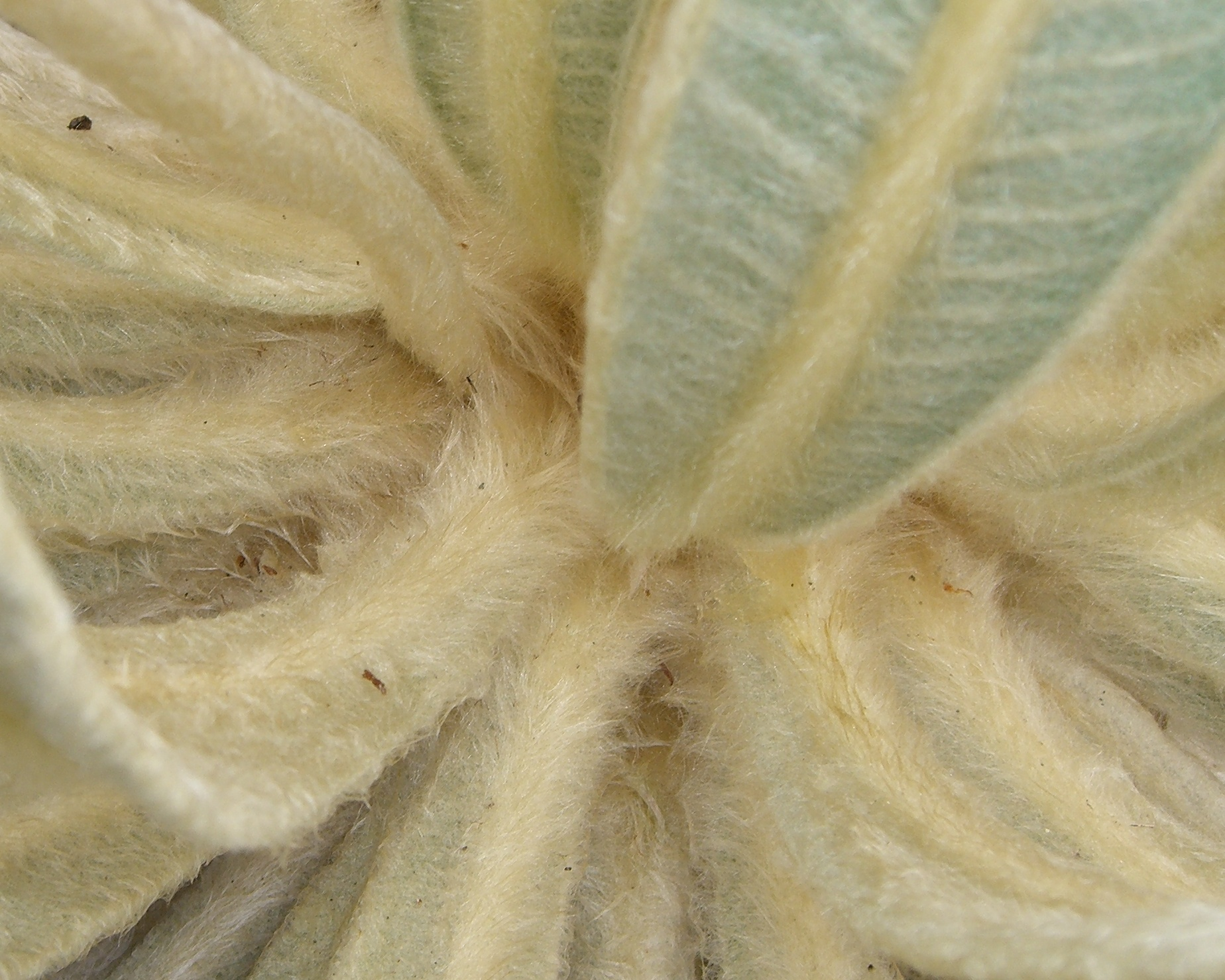
Detail ochlupení E. killipii
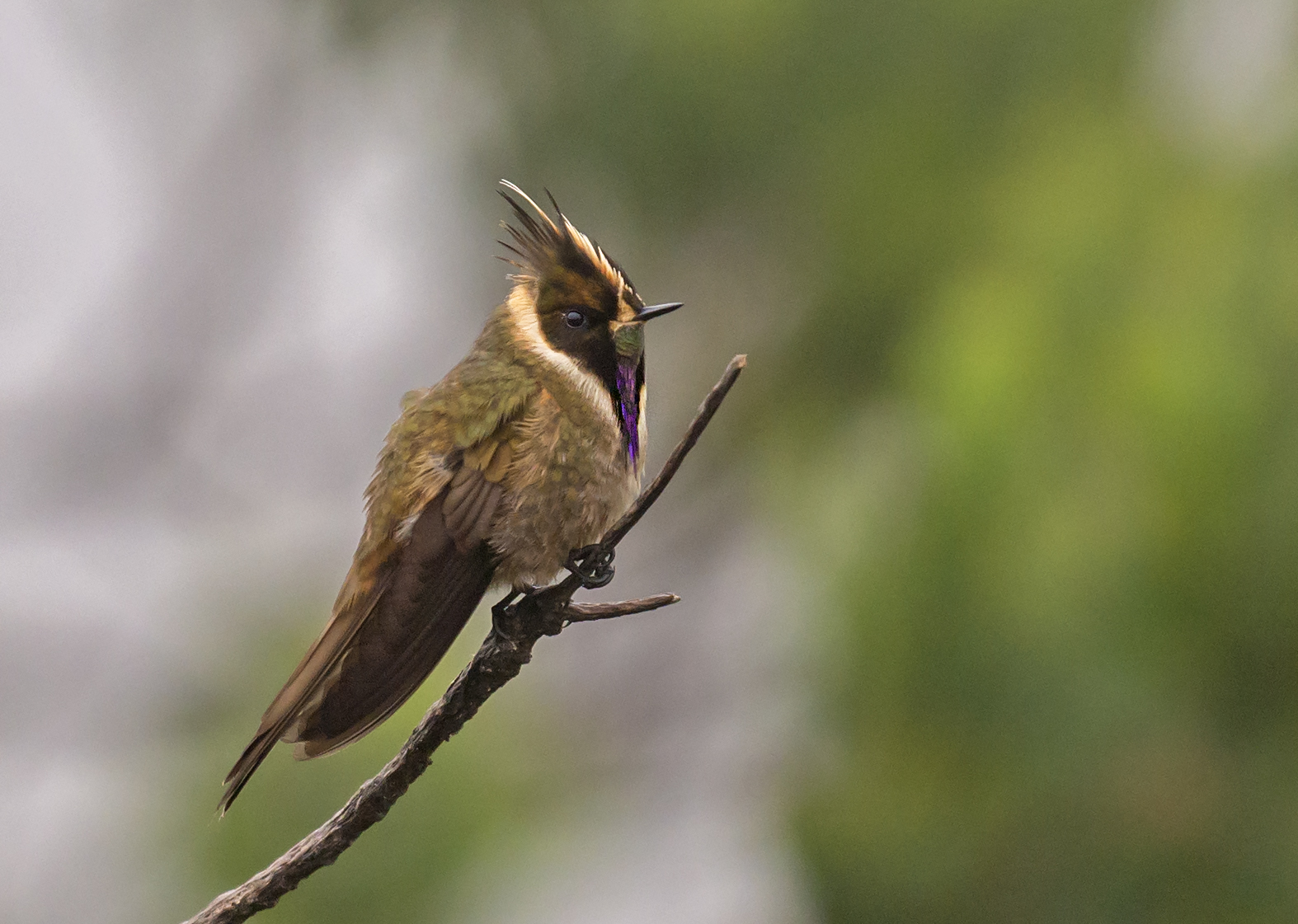
Kolibřík přílbový

## Ohrožení
Celá řada druhů klejovek náleží mezi ohrožené druhy. V Kolumbii je 36 druhů (téměř polovina) vedeno jako zranitelné, 16 jako ohrožené a 7 jako kriticky ohrožené druhy. V Červeném seznamu ohrožených druhů IUCN není žádný druh klejovky zařazen.

## Taxonomie
Rod Eslepetia je v rámci čeledi hvězdnicovité řazen do podčeledi Asteroideae a tribu Millerieae. Z rostlin známých i v Evropě (avšak pocházejících z Ameriky) náleží do tohoto tribu např. pěťour (Galinsoga), černonožec (Melampodium) a Tridax. V rámci tribu Millerieae jsou klejovky součástí skupiny 8 blízce příbuzných druhů vesměs s podobným habitem a vyskytujících se rovněž výhradně v severní části jihoamerických And: Espeletia (71 druhů), Espeletiopsis (24), Coespeletia (6), Ruilopezia (24), Libanothamnus (14), Carramboa (7), Tamania (1), Paramiflos (1 druh). Tato monofyletická skupina je řazena buď do samostatného subtribu Espeletiinae nebo je součástí subtribu Melampodiinae. Mezi nejblíže příbuzné rody této skupiny náleží rody Ichthyothere, Smallanthus a Rumfordia.
K diverzifikaci klejovek došlo v době relativně nedávné, v období pozdního pliocénu a raného pleistocénu.

## Význam
Klejovky a další blízce příbuzné rody hvězdnicovitých ze subtribu Espeletiinae mají ve vysokých polohách And velký ekologický význam a je s nimi bezprostředně spjato více než 125 druhů zvířat. Rostliny se podílejí na regulaci vodního cyklu, jsou v páramu největšími producenty biomasy a zabraňují erozi.